# 乎止与命
乎止与命（おとよのみこと）は、古墳時代の豪族・尾張国造の一人。

## 概要
「国造本紀」では小止与命、『新撰姓氏録』では小豊命と表記している。
「国造本紀」では成務天皇の御代に尾張国造に定められたと伝わる。
子の建稲種命は尾張国造を継ぎ、娘の宮簀媛は日本武尊の妻である。愛知県の氷上姉子神社は宮簀媛を祀っており、乎止与命の館跡という伝承がある。